# Otto Wetzel (Politiker)

Otto Wetzel, vor 1939

Otto Wetzel (* 5. April 1905 in Karlsruhe; † 29. März 1982 in Bonn) war ein deutscher Politiker (NSDAP).

## Leben und Wirken
Nach dem Besuch der Volksschule und des Gymnasiums in Heidelberg studierte Wetzel zunächst das Baufach, später Maschinenbau und Volkswirtschaft an den Technischen Hochschulen in Karlsruhe, Stuttgart, Darmstadt und München. Nach dem Studium arbeitete er als Ingenieur. Dem Reichstagshandbuch zufolge praktizierte er diesen Beruf noch bis in seine Abgeordnetenzeit hinein.
1922 wurde Wetzel Mitglied der Nationalsozialistischen Deutschen Arbeiterpartei (NSDAP). In der Partei betätigte er sich zunächst vor allem auf publizistischer Ebene: So gründete er die nationalsozialistischen Tageszeitungen Die Volksgemeinschaft und Das Hakenkreuz, deren Herausgeberschaft er auch ausübte. In den späteren 1920er Jahren übernahm Wetzel verschiedene Ortsgruppen- und Kreisleiterposten: Von 1927 bis 1928 amtierte er als Gauleiter der Hitlerjugend in Stuttgart. Von 1928 bis 1929 war er Reichsorganisationsleiter des NS-Studentenbundes in München. Von 1929 bis 1931 war er NS-Bezirksleiter in Heidelberg, anschließend bekleidete er dasselbe Amt in Mannheim. Seit November 1930 gehörte Wetzel dem Stadtrat von Heidelberg an, in dem er bis 1932 auch als Fraktionsführer tätig war. Die Anfang der 1930er Jahre angedachte Ernennung Wetzels zum Gauleiter von Württemberg kam letztlich nicht zustande.
Bei der Reichstagswahl vom Juli 1932 wurde er als Kandidat der NSDAP für den Wahlkreis 32 (Baden) in das Parlament der Weimarer Republik gewählt. Nachdem sein Mandat bei den Wahlen vom März 1933 und vom November 1933 bestätigt worden war, schied Wetzel im November 1933 vorerst wieder aus dem Parlament aus. Im August 1935 konnte er jedoch im Nachrückverfahren für den ausgeschiedenen Abgeordneten Willy Fruggel in den nunmehr nationalsozialistischen Reichstag zurückkehren, in dem er nun den Wahlkreis 6 (Pommern) vertrat. Anlässlich der Wahlen vom März 1936 und vom August 1938 wurde Wetzel erneut für den Wahlkreis 32 (Baden) in den Reichstag gewählt, dem er nun ohne Unterbrechung bis zum Zusammenbruch der NS-Herrschaft im Mai 1945 angehörte. Zu den wichtigen parlamentarischen Ereignissen, an denen Wetzel sich während seiner Abgeordnetenzeit beteiligte, zählte die Abstimmung über das Ermächtigungsgesetz im März 1933, das unter anderem auch mit Wetzels Stimme beschlossen wurde.
Nach der nationalsozialistischen „Machtergreifung“ wurde Wetzel im März 1933 – neben Carl Renninger – zu einem der beiden Kommissare der Stadt Mannheim und zum Kommissar der Badischen Regierung in kommunalen Angelegenheiten ernannt. Er war Redner bei der Bücherverbrennung am 19. Mai 1933 in Mannheim. Noch im Mai wurde er von Robert Wagner von seinem Amt entbunden und ab Juni 1933 war er ein Jahr lang einer der Bürgermeister der Stadt Heidelberg. 1934 übernahm Wetzel die Leitung der Presse- und Propagandaabteilung des Reichsheimstättenamtes der Deutschen Arbeitsfront und des Amtes des Siedlungsbeauftragten. Im Herbst 1937 folgte schließlich die Ernennung zum stellvertretenden Amtsleiter.
Nach 1945 betätigte Wetzel sich in der neonazistischen NPD. Außerdem gründete er die Sigrid-Hunke-Gesellschaft.